# Monvalle
Monvalle (Munvàll o Muàll in dialetto varesotto) è un comune italiano di 1 898 abitanti della provincia di Varese in Lombardia.
Si affaccia sul Lago Maggiore con tre punti di accesso: il Lido, la spiaggia del Gurée ed il porto naturale del Cantone. Il comune fa parte dell'Unione dei comuni del Medio Verbano.

## Storia

### Il nome
Il paese è nominato per la prima volta in un documento risalente al 23 gennaio 1035 nella forma Mevallo; in seguito la forma più frequentemente usata nei documenti ufficiali è Movallo. Si presume che il nome del paese derivi dall'espressione latina imum vallium e che starebbe a significare "ai piedi del monte"; questa ipotesi è generalmente la più accettata, anche grazie al fatto che fino dall'XI secolo le carte indicavano la presenza di un castrum nei dintorni. Nel 1042 un altro documento attesta la donazione di una chiesa da parte dell'arcivescovo milanese Ariberto d'Intimiano sita in Monvallo. In carte rogate entrambe nel 1196 il paese è citato come Movallo, mentre verso la fine del 1200 è noto come Monvale. L'origine del toponimo è inoltre legato a Moalli, un cognome tipico della zona.

### Le due guerre mondiali
Durante il primo conflitto mondiale, il piccolo centro abitato perse 30 abitanti, su un totale che all'epoca si aggirava attorno alle 960 anime. All'esterno del cimitero locale sono poste delle lapidi, 37 in totale, a memoria dei soldati caduti (di entrambe le guerre) in battaglia le cui salme non sono mai state trovate.

### Simboli
Lo stemma è stato concesso con regio decreto del 29 novembre 1928.
Il gonfalone è un drappo troncato di giallo e d'azzurro.

## Società

### Evoluzione demografica
- 340 nel 1751
- 488 nel 1805
- annessione a Leggiuno nel 1809
- 652 nel 1853

Abitanti censiti

## Geografia antropica

### Località
- Bosco Grande
- Cantone
- Case nuove (sede di Pro Loco, Protezione Civile e Centro Anziani)
- Golfo
- Gurée (spiaggia)
- Piano sup.
- Piano inf.
- Lido
- Monvallina
- Ronco
- Sassello
- Turro (frazione)

### Rioni
- Acquedotto
- Due Mulini
- Micina
- Nuova Cappella
- Ronco
- Vaticano

## Infrastrutture e trasporti
Presente nel territorio la stazione di Leggiuno-Monvalle, posta sulla linea Luino-Oleggio gestita da Rete Ferroviaria Italiana.

## Amministrazione
Il primo consiglio comunale fu eletto nel 1829.